# Escuma metàl·lica

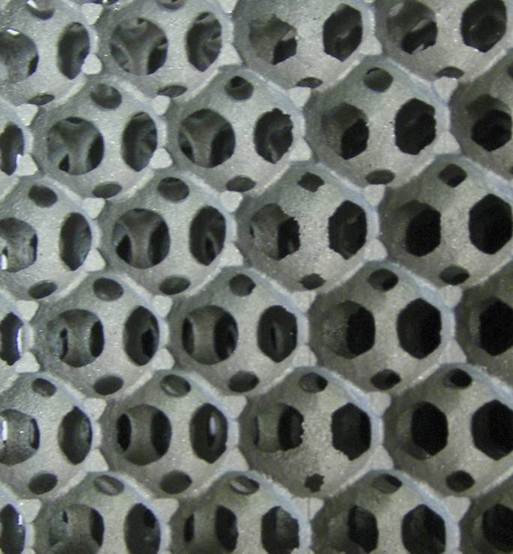
Escuma regular d'alumini

Una escuma metàl·lica és una estructura cel·lular que consisteix en un metall sòlid, així com una gran fracció de cavitats gasoses. Els porus poden ser segellats (escuma de cèl·lula tancada), formant una infinitat de bombolles a l'interior del metall o, per altra banda, poden formar xarxes internes interconnectades (escuma de cèl·lula oberta). La característica definitòria d'escumes metàl·liques és una porositat molt elevada: típicament 75-95% del volum està format pels espais buits que fan aquests materials ultralleugers.
Les escumes metàl·liques normalment conserven algunes propietats físiques del seu material base. L'escuma feta de metall no inflamable romandrà no inflamable, a més a més, les escumes són generalment reciclables fins al seu material base. El coeficient d'expansió tèrmica també seguirà sent similar mentre que la conductivitat tèrmica és probable que es redueixi.
Encara que hi ha un gran nombre de patents que descriuen les estructures topològiques factibles, materials constitutius i els mètodes de producció, les escumes metàl·liques no es poden considerar un producte mercantil corrent. En tot el món, existeixen relativament pocs productors comercials que es dediquin a la manufactura d'aquests materials. Tanmateix, si es pot considerar un mercat en vies de factible expansió.
Generalment, aquests materials exhibeixen el seu gran potencial en major mesura quan se’ls combina amb altres, formant un compost. La combinació dels seus atributs com alta rigidesa amb baix pes i l'alta absorció d'energia qualifiquen les escumes metàl·liques per als components estructurals de pes lleuger. L'estructura cel·lular de l'escuma ofereix diverses propietats, a saber: 
- Alta absorció d'energia d'impacte.
- Resistència a la compressió.
- Absorbeix certes vibracions (entre elles les ones sonores).
- Amortiment estructural.
- Amortiment de ressonància.
- Blindatge Electromagnètic, funciona a manera de gàbia de Faraday.
- Conductivitat elèctrica baixa.
- Baixa conductivitat tèrmica.

## Escumes metàl·liques de cèl·lula oberta

### Sistemes de fabricació d'escumes metàl·liques de cèl·lula oberta
Les escumes de metall de cèl·lula oberta, també anomenades esponges de metall, es poden produir mitjançant distints mètodes, els més usats són a través de la fosa i la pulverimetal·lúrgia.
La fosa, com a sistema de fabricació d'esponges de metall, consisteix a usar les cavitats esponjoses d'algun material de polimèric inflamable a manera d'esquelet per a omplir-los els amb metall fos. El metall fos flueix per l'interior de l'estructura i finalment es solidifica formant una xarxa contínua que coexisteix amb una segona xarxa d'espais buits, els quals també estan interconnectats entre si.

## Estocàstic i escumes regulars

### Escumes regulars
Les anomenades escumes metàl·liques regulars tenen un mètode de fabricació extraordinàriament senzill què consisteix en l'ús de preformes. Aquestes preformes són un negatiu, l'espai envers el qual es distribuirà el metall. S'hi introdueix el metall en el seu interior i, un cop s'ha solidificat, se l'allibera de la preforma.
El resultat és una escuma "ideal", ja que satisfà les lleis de Plateau, incloent porus conductors de la forma d'un octàedre truncat Kelvin (estructura Weaire-Phelan).

## Alguns exemples i els seus camps d'aplicació

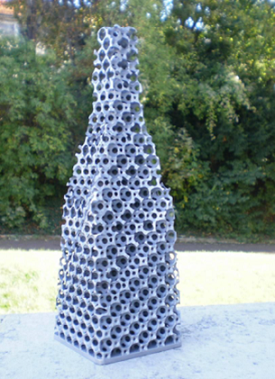
Escuma de metall mecanitzat.
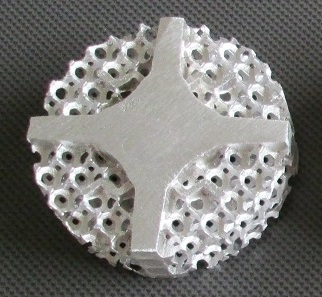
Disseny del dissipador tèrmic amb escuma regular.
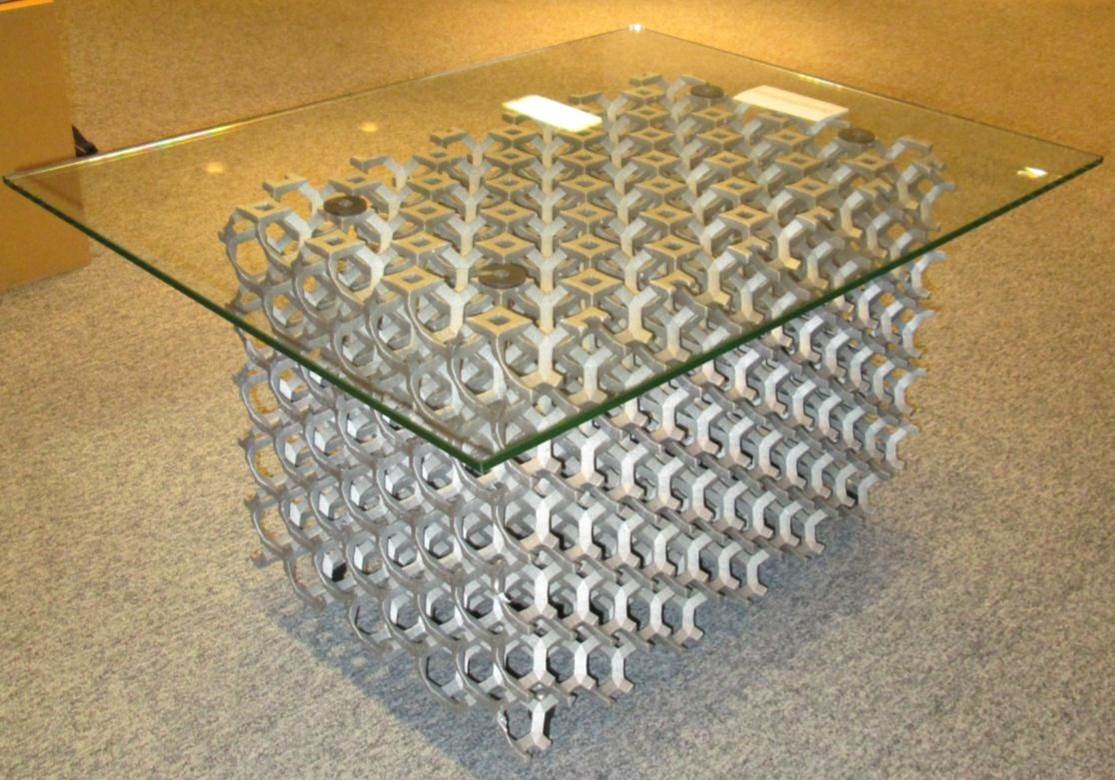
Taula de centre amb alumini grans porus.
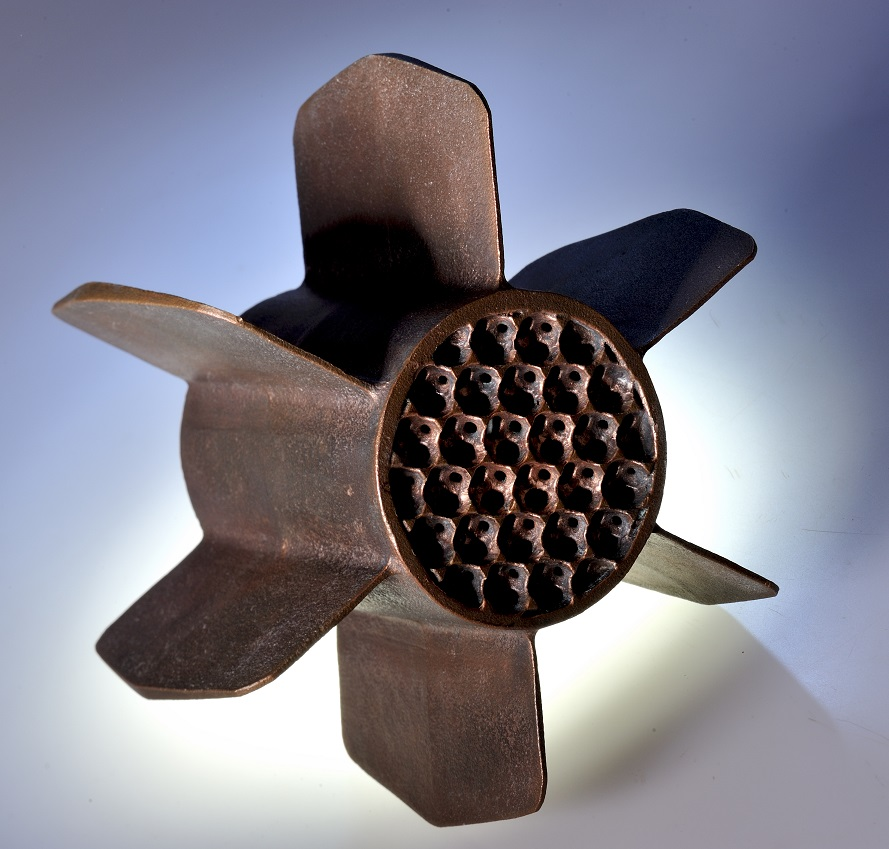
Dissipador de calor fet amb escuma de coure.